# Parasisis
Parasisi amurensis, és una espècie d'aranya araneomorfa de la subfamília Erigoninae, dins de la família Linyphiidae. És l'únic membre del gènere monotípic Parasisis.
És pot trobar a la Xina, Rússia, Corea i el Japó.
Fou descrit per primera vegada per  Kiril Ieskov l'any 1984,